# Kursächsische Postmeilensäule

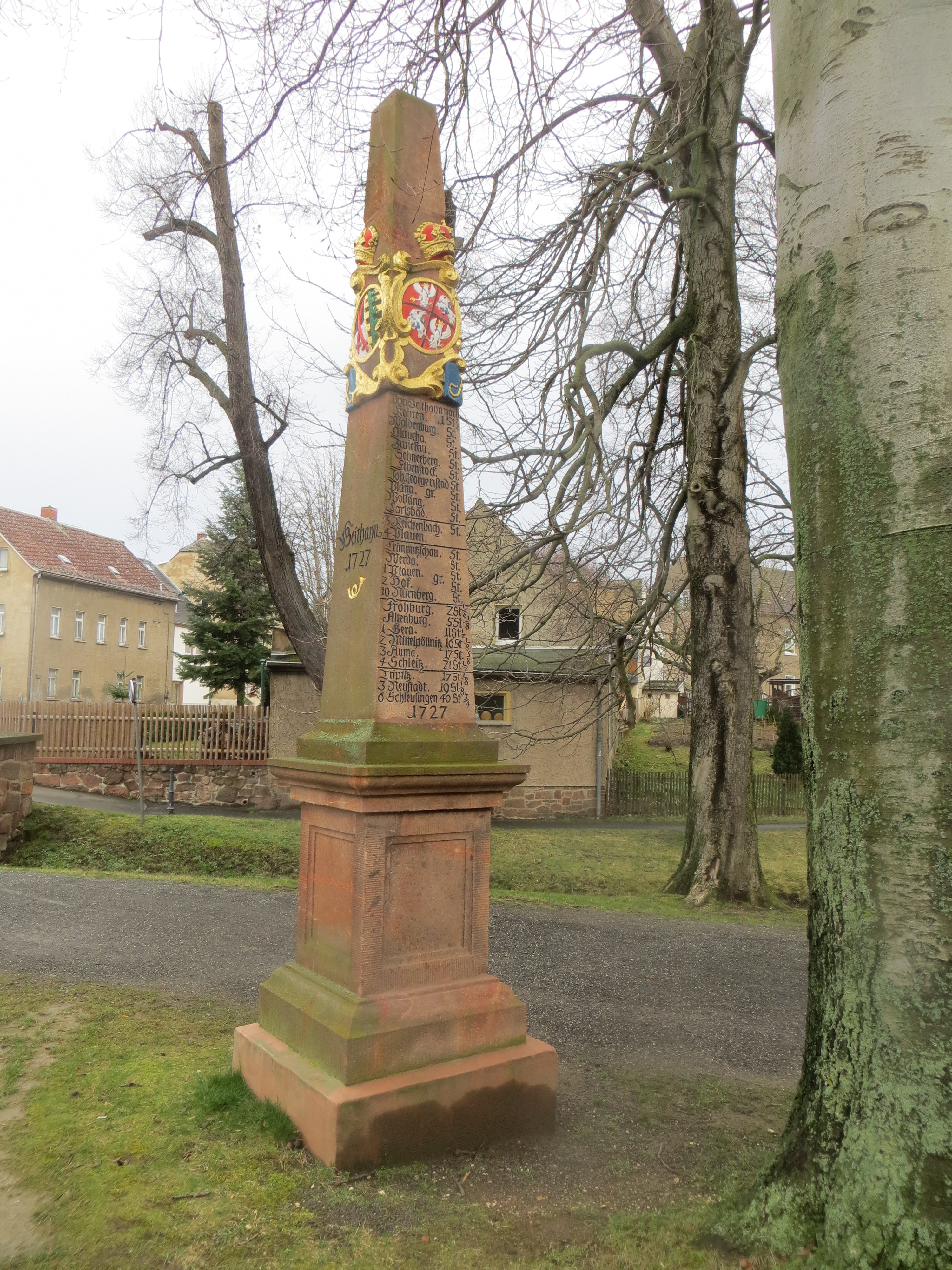
Eine der beiden in Geithain stehenden Postmeilensäulen, im Stadtpark, vor dem Untertor

Eine kursächsische Postmeilensäule, kurz auch sächsische Postmeilensäule oder nur Postsäule genannt, ist ein Meilenstein, der Entfernungen und Gehzeiten bis auf eine Achtelstunde genau angibt. Die Gestaltung der Steine variiert je nach der Distanz, für die sie stehen, sie können die Form eines Obelisken, einer antiken Herme oder einer Stele haben. Vorbild waren römische Meilensäulen, von denen auch die nicht zutreffende Bezeichnung als Säule hergeleitet wurde. Der sächsische Oberpostdirektor Paul Vermehren veranlasste ihre Aufstellung nach amtlichen Entfernungsermittlungen, deren Ergebnisse als Angabe in Wegstunden auf den aus behauenem Naturstein gefertigten Postmeilensäulen verzeichnet sind.
Die kursächsischen Postmeilensäulen wurden während der Regierungszeit Augusts des Starken und seines Nachfolgers an allen wichtigen Post- und Handelsstraßen und in fast allen Städten des Kurfürstentums Sachsen zur Angabe der amtlichen Entfernungen aufgestellt. Dies sollte die Grundlage für eine einheitliche Berechnung der Postgebühren schaffen. Da das Kurfürstentum Sachsen damals wesentlich größer als das heutige Bundesland Sachsen war, findet man derartige Säulen auch in Thüringen, Brandenburg, Sachsen-Anhalt und in Polen.
Standorte und Abbildungen der noch erhaltenen oder wiederaufgestellten kursächsischen Meilensteine sind in der Liste der kursächsischen Postmeilensäulen aufgeführt. In Sachsen stehen die Kursächsischen Postmeilensäulen als Sachgesamtheit unter Denkmalschutz, was auch originalgetreue Nachbildungen und Reststücke dieser Technischen Denkmale einschließt.

## Vorläufer

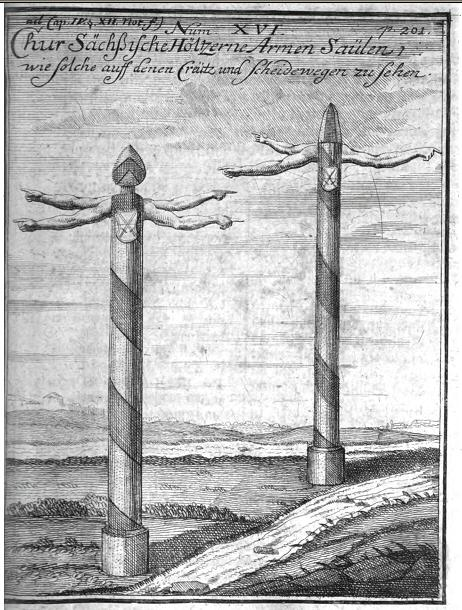
Chur-Sächsische Höltzerne Armen Säulen

Eine systematische Vermessung mit in regelmäßigen Abständen aufgestellten hölzernen Wegsäulen schlug 1695 der sächsische Oberpostmeister Ludwig Wilhelm für die Straße von Leipzig nach Dresden vor. Kurfürst August der Starke befahl daraufhin am 18. Juni 1695, „daß gewiße Meilenseulen gesetzet werden“. Er ließ den Kondukteur Heinrich Niedhart damit beauftragen. Die kursächsischen Forstmeister sollten das Holz für die Meilensäulen anweisen und die Verwalter der kursächsischen Ämter für die Aufrichtung der Säulen sorgen.
Weiterhin waren in Sachsen vor 1700 so genannte Arm- oder Armensäulen als Wegweiser an Straßen verbreitet. Diese Säulen bestanden aus einem hölzernen Pfahl, der am oberen Ende Richtungsanzeiger in Form von menschlichen Armen mit Händen hatte. Da das Holz durch permanente Nässeeinwirkung schnell faulte, stürzten zahlreiche Säulen wenige Jahre nach ihrer Aufstellung um und waren unbrauchbar.
Die Errichtung der Postmeilensäulen im Kurfürstentum Sachsen war keine singuläre Erscheinung. Aus der Geschichte ist eine Reihe von Ländern bekannt, in denen derartige Säulen oder Steine mit Entfernungsangaben an Straßen errichtet wurden.

## Landesvermessung durch Zürner

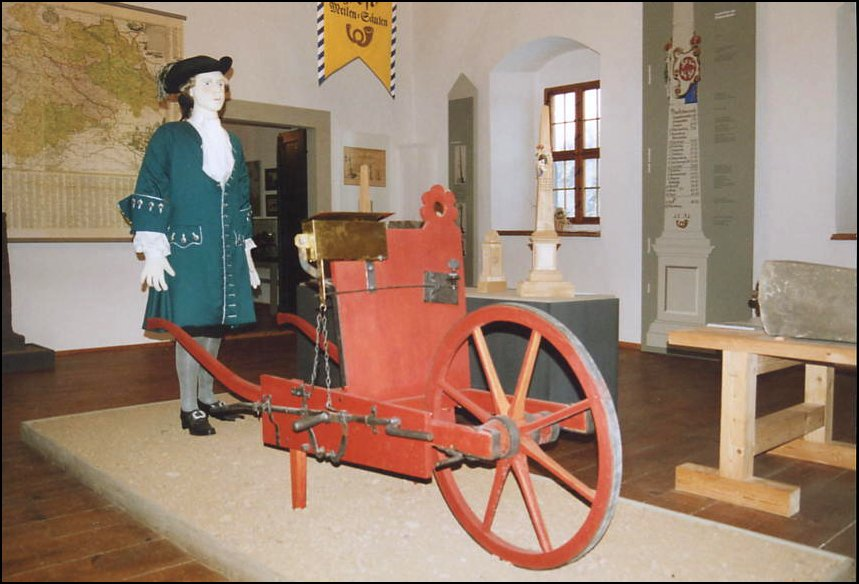
Funktionstüchtiger Nachbau einer zur Straßenvermessung genutzten Messkarre im Osterzgebirgsmuseum Schloss Lauenstein

Grundlage für die Einführung der sächsischen Postmeilensäulen bildeten die kartografischen Arbeiten des Pfarrers Adam Friedrich Zürner aus Skassa. Zürner hatte eine Karte von Großenhain angefertigt, durch die August der Starke auf ihn aufmerksam wurde. Nach weiteren kartografischen Arbeiten erteilte ihm der Kurfürst am 12. April 1713 den Auftrag: „Aemter samt denen darinnen befindlichen Herrschaften, Rittergütern, Städten, Dörfern und dergleichen mehr in mappas geographicas bringen“. Dies bedeutete die topografische Erfassung der kursächsischen Gebiete. Sie umfassten neben dem Kernland die kursächsischen Anteile der Grafschaften Henneberg und Mansfeld, die Schönburger Lande, die Gebiete der albertinischen Nebenlinien Sachsen-Merseburg, Sachsen-Weißenfels und Sachsen-Zeitz sowie die beiden Lausitzen.
Das entstandene Kartenmaterial blieb aus militärischen Gründen mehrere Jahrzehnte weitestgehend geheim. Nur das Ergebnis der wenige Wochen später erfolgten Erweiterung des Vermessungsauftrags – die Erstellung einer verbesserten Post-Landkarte – ließ der Kurfürst veröffentlichen. Die erstmals 1718 publizierte Chur-Sächsische Post-Charte blieb mit Nachauflagen bis ins 19. Jahrhundert in Gebrauch.
Da die Entfernungsangaben zur damaligen Zeit häufig auf ungenauen Schätzungen beruhten, musste Zürner die Entfernungen neu ermitteln oder die vorhandenen Daten überprüfen. Dazu konstruierte er einen Messwagen in Form eines kursächsischen Reisegepäckwagens. Das Hinterrad des Wagens mit dem Umfang einer Dresdner Rute (4,531 m) gab jede Umdrehung mittels einer Kette an ein Zählwerk im Wagen weiter. Zürners Gehilfen nutzten eine Messkarre für nicht kutschentaugliche Wege, die ebenfalls über die Umdrehung des Rades die Entfernung maß und als sogenanntes fünftes Rad am Wagen in einem Futteral auf dem Messwagen mitgeführt wurde. Beide Methoden ermöglichten eine sehr genaue Vermessung der Straßen.

Heute bekannte Postmeilensäulen auf einer Karte des Königreichs Sachsen vor dem Wiener Kongress, dessen Gebietsstand sich weitgehend mit dem Kursachsens deckt

Ein weiteres Problem waren die unterschiedlichen Maßeinheiten. Im Kurfürstentum gab es damals verschiedene Meilenmaße. Zur Vereinheitlichung wurde daher am 17. März 1722 die Kursächsische Postmeile (1 Meile = 2 Wegstunden = 2000 Dresdner Ruten = 9,062 Kilometer) eingeführt. Als Entfernungsangabe auf den Distanzsäulen benutzte Zürner die Wegstunde, die einer halben Meile entsprach.
Die Messfahrten begannen in der Regel in Leipzig oder in Dresden, wobei das Zählwerk am jeweiligen Posthaus auf Null gestellt wurde. Deshalb wurde auch von einer Leipziger oder einer Dresdner Distanz gesprochen. Bei einer solchen Fahrt musste der Gehilfe des Vermessers jeweils nach einer Viertelmeile einen nummerierten hölzernen Distanzpflock einschlagen und daneben ein Loch graben. Das Aushubmaterial wurde dann zur Befestigung des Holzpfahls benutzt. Für den Schutz des Vermessungspfahles hatte der Besitzer des Grundstücks zu sorgen.
In einigen Fällen wurden die Vermessungen auch außerhalb des Kurfürstentums fortgesetzt. Überall dort, wo sächsisches Territorium von anderen Herrschaftsbereichen unterbrochen war, wurde auf Straßen, auf denen die sächsische Post verkehrte, mit Erlaubnis des Eigentümers ebenfalls vermessen.
Insbesondere in der Oberlausitz gestaltete sich die Landesvermessung schwierig, da dort die Stände die Tätigkeit Zürners zu verhindern suchten. Erst ab dem 29. Juni 1723 konnte Zürner mit der Vermessung der Ober- und Niederlausitz beginnen. Die Vermessungsarbeiten an den wesentlichen Straßen des Landes waren 1733 abgeschlossen.

## Errichtung der Säulen

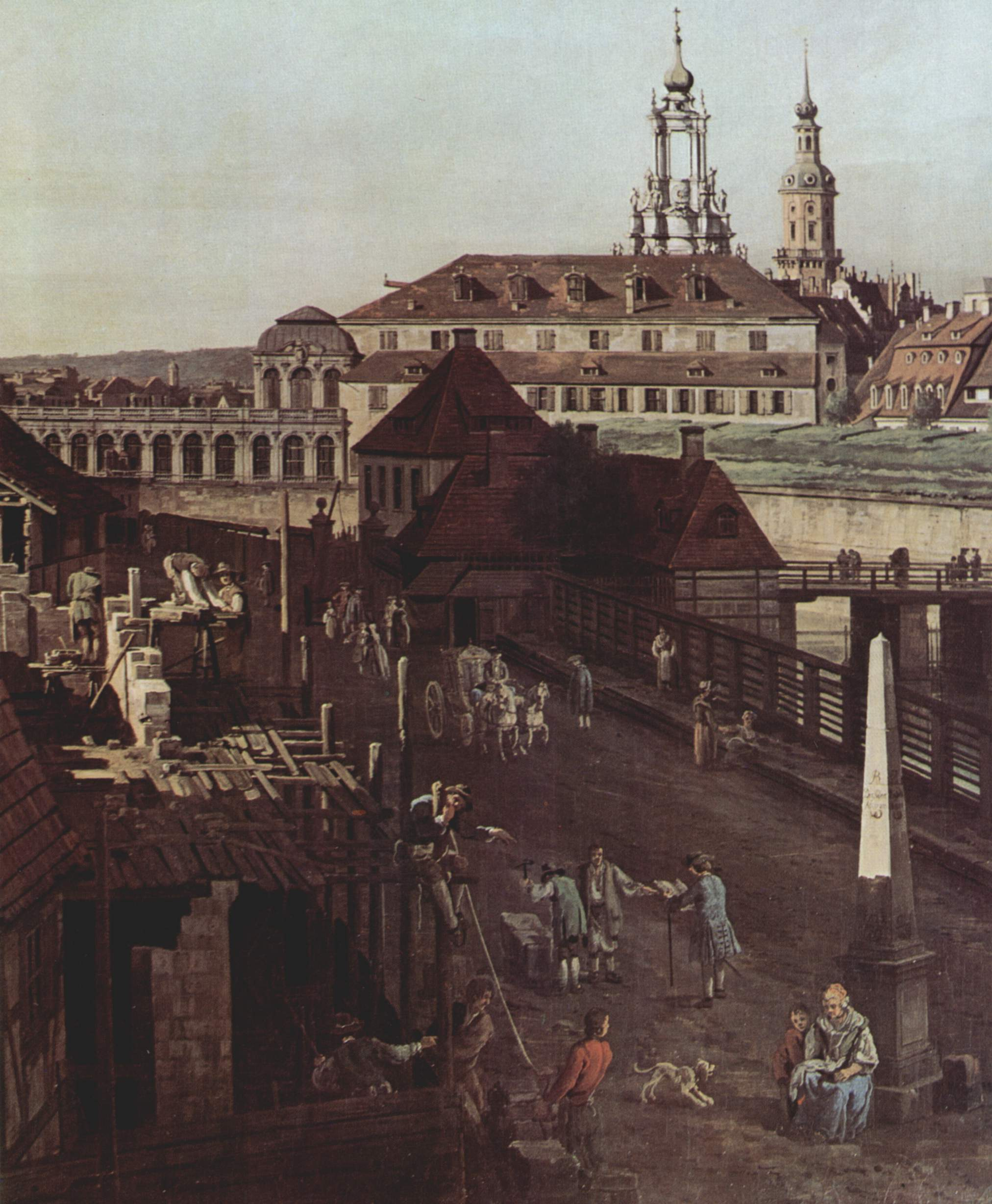
Bernardo Bellotto: Ansicht von Dresden (Detail), Festungsgraben mit Brücke zwischen Wilschem Tor und der Muster-Postmeilensäule (ohne Wappen) von Matthäus Daniel Pöppelmann, um 1750

Am 19. September 1721 erging der kurfürstliche Befehl an die Ämter der Städte Dresden, Meißen und Großenhain, steinerne Postmeilensäulen zu errichten. Am 1. November 1721 wurde der Befehl auf das gesamte Land ausgedehnt. Noch am selben Tag erließ die zuständige staatliche Behörde die Generalverordnung zur Setzung der steinernen Post-Säulen und den Befehl, dass die Kostenübernahme durch die Grundeigentümer der für die Aufstellung vorgesehenen Orte zu übernehmen sei. Für die Oberlausitz erfolgte am 24. November 1721 eine separate Anweisung.
Welche Säulen im Einzelnen gesetzt werden sollten, arbeitete Zürner, den August der Starke damit am 14. Dezember 1721 per Dekret beauftragte, selbst aus. Zürner legte fest, dass direkt vor den Toren der Stadt eine große Distanzsäule, alle Viertelmeilen eine Viertelmeilensäule, alle halben Meilen eine Halbmeilensäule und alle Meilen eine Ganzmeilensäule errichtet werden musste. Während im kursächsischen Anteil der Grafschaft Henneberg anstelle der Steinsäulen gusseiserne Säulen errichtet werden sollten, ist nicht abschließend geklärt, ob im kursächsischen Anteil der Grafschaft Mansfeld (auf dem Holzmarkt in Eisleben, vor dem kursächsischen Oberaufseherhaus) eine Säule aufgestellt wurde oder nicht.
Ursprünglich wurden im Zeitraum von 1722 bis 1823, einschließlich Ersatzsäulen, etwa 300 Distanzsäulen und etwa 1200 Straßensäulen gesetzt. Davon sind bis heute etwa 200 zumindest zum Teil noch erhalten oder wurden originalgetreu rekonstruiert, nach 1990 in größerer Zahl auch nachgebildet.
Heute gilt die Alte Dresden-Teplitzer Poststraße in ihrem sächsischen Abschnitt als die am vollständigsten mit erhaltenen Postmeilensäulen besetzte historische Verkehrsverbindung.
Das für die Säulen in Sachsen jeweilig verwendete Material ist vielzahlig und repräsentiert die maßgeblichen Baugesteine des Landes, die sich auch als architekturprägende Baumaterialien in der sächsischen Architekturlandschaft widerspiegeln. Für die meisten Objekte verwendete man den Elbsandstein aus mehreren Gewinnungsstellen in der Sächsischen Schweiz und im Areal des Tharandter Waldes. Häufige Anwendungen sind auch mit dem Rochlitzer Porphyr in Mittelsachsen oder dem Lausitzer Granit in Ostsachsen belegt. Im Raum Chemnitz tritt der Hilbersdorfer Porphyrtuff als Säulenmaterial hinzu, der bei Hilbersdorf und Flöha gewonnen wurde. Im oberen Erzgebirge und im Vogtland sind Säulen aus Graniten dieser Gebiete errichtet worden, beispielsweise aus Wiesaer Granit, Granit des Greifensteingebietes, Schwarzenberger Granit, Kirchberger Granit oder der Bad Brambacher Granit vom „Fichtelgebirgstyp“. Die mit dieser Vielfalt an Gesteinen verbundene Problematik des differenzierten Verwitterungsverhaltens erweist sich in manchen Fällen als denkmalpflegerische Herausforderung. Auch aus diesem Grund sind zahlreiche Säulen nicht mehr existent.

## Widerstände

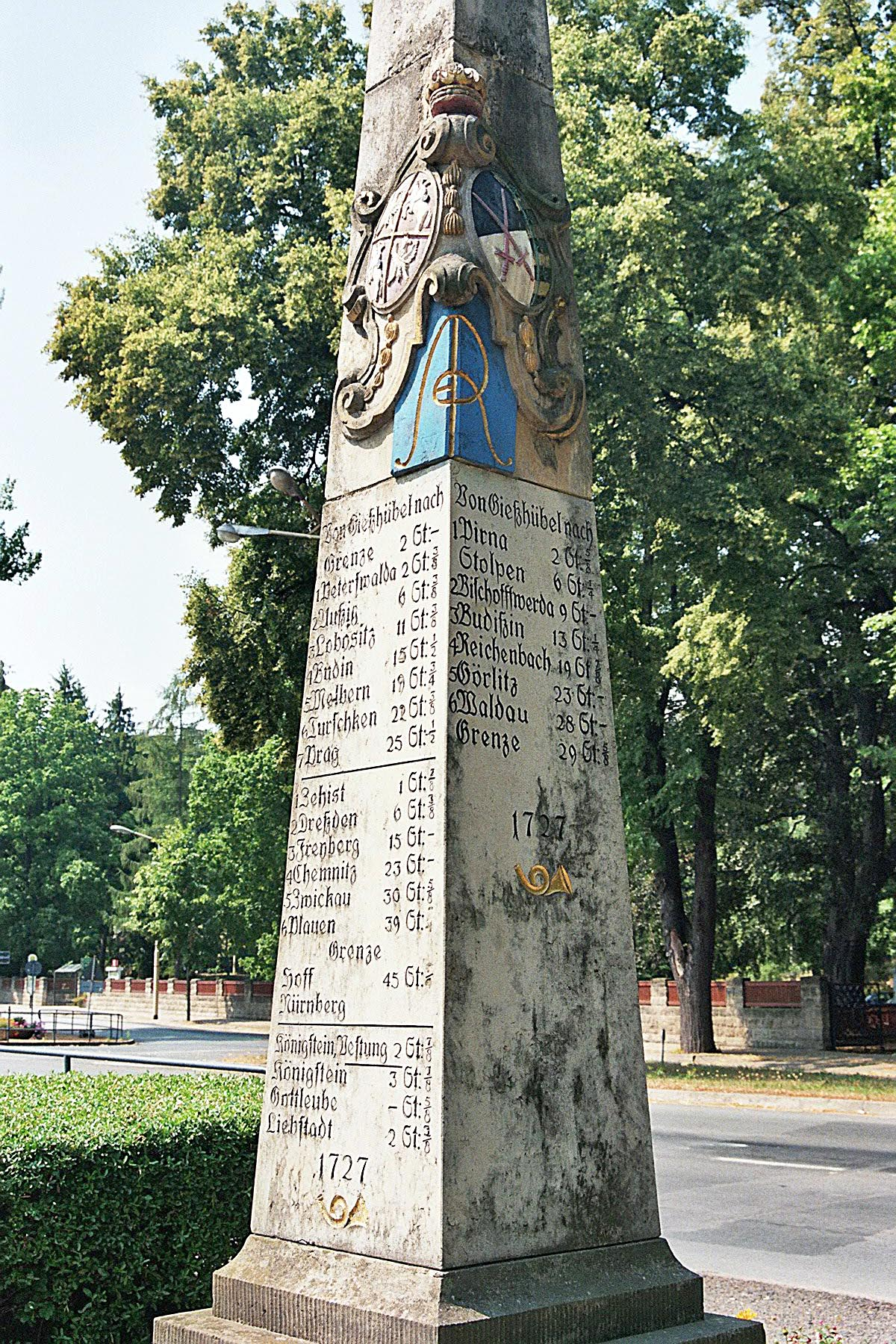
Wappen und Schriftblock der Distanzsäule in Berggießhübel, die Angaben erfolgten bis auf eine Achtelstunde genau

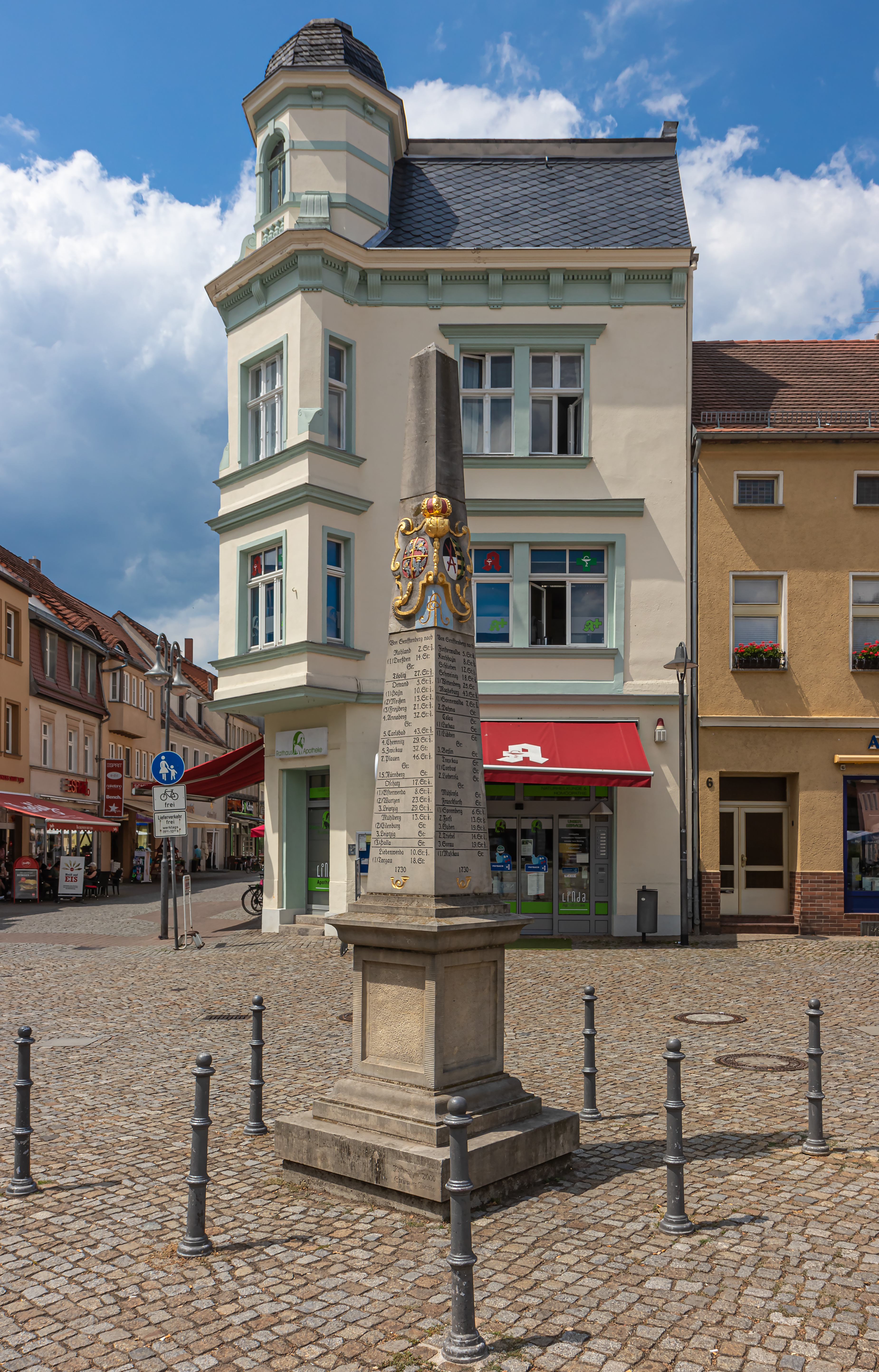
Distanzsäule auf dem Markt in Senftenberg

Sowohl die Kosten als auch die Verantwortung für die Setzung der Säulen musste die jeweilige Obrigkeit des Ortes übernehmen, deshalb stießen die Maßnahmen nicht auf ungeteilte Zustimmung im Lande. Weil die Leistungsfähigkeit der Städte je nach Gewerbestruktur und Größe sehr verschieden war, trafen die finanziellen Belastungen die Orte sehr unterschiedlich. Unabhängig von ihrer Größe hatten sie oft eine ähnliche Anzahl an Stadttoren und deshalb eine vergleichbare Zahl von Säulen aufzustellen. Häufig existierten drei bis fünf Tore. Der Sächsische Landtag bat 1722 den Kurfürsten, auf das kostspielige Projekt zu verzichten, das im gesamten Land den Widerstand vieler Stadträte und Grundbesitzer hervorrief. Zahlreiche Städte versuchten den Erlass zu ignorieren oder zu verschleppen.
Für die Umsetzung der Anweisungen musste der Kurfürst zu harten Maßnahmen greifen und drohte mit einem „Befehl“ vom 24. Juli 1722 für Nachlässigkeiten, Säumigkeiten oder Beschädigungen der Säulen Disziplinarmaßnahmen und am 7. September 1724 nochmals jedem Beamten bei Terminüberschreitungen und jeder einzelnen Nachlässigkeit Strafen in Höhe von 20 Talern an. Besonders auf den Straßen Mittelsachsens, im Bereich der Orte Colditz, Grimma, Oschatz, Rochlitz und Waldheim, sowie den Routen von diesen Städten nach Leipzig und von dort nach Zeitz erschienen die Lücken besonders auffällig und waren im Dekret vom 7. September Gegenstand einer öffentlichen Maßregelung durch den Kurfürsten.
Viele Orte strebten im Verlauf dieses Konfliktes an, nur eine Säule aufstellen zu müssen. Zürner kannte die Lage vieler kleiner Gemeinden sehr genau. Er ging im Zuge der Umsetzung des Projektes dazu über, die Städte in ihrem Bestreben zu unterstützen und setzte sich beim Kurfürsten für dessen Zustimmung ein. Dieser erteilte sie in vielen Fällen entsprechend den Gesuchen der Städte. An den überregionalen Verbindungsstraßen stellte man nun hölzerne Armsäulen auf oder reparierte bestehende Objekte. Nach 1727 hatte sich die Praxis einer Säule pro Stadt in vielen Fällen durchgesetzt.
Da bereits dem Befehl vom 19. September 1721 eine 24 Punkte umfassende Denkschrift mit einer Auflistung von Vorteilen der Verordnung beigefügt war, scheint man von Anfang an mit Problemen gerechnet zu haben. Als Vorteile der Landesvermessung nannte die Denkschrift beispielsweise, dass die Bezahlung von „Bothen, Stafetten, Posten und anderen Fuhren“ überprüfbar werde und die Preise nicht mehr willkürlich festgesetzt werden könnten, dass es weniger Klagen der Reisenden über zu hohe Entgelte geben werde, die zu dieser Zeit im hohen Maß Gerichte und Oberbehörden beschäftigten, und dass Wege- und Beförderungszeit durch die Vermessung erstmals exakt festgelegt wären. Als weiteres Argument wurde angeführt, dass Straßen im Winter und in der Nacht besser erkennbar seien.
Besonders stark war der Widerstand gegen die Postmeilensäulen in der Oberlausitz. Die Stadträte von Bautzen und Görlitz weigerten sich 1723, Zürner in dieser Angelegenheit überhaupt zu empfangen. Erst am 31. März 1724 erklärten sich die Stände der Oberlausitz bereit, den Anweisungen Folge zu leisten.
Da vereinzelt Säulen beschädigt oder sogar umgeworfen wurden, setzte ein Befehl von 1724 für solche Taten Festungshaft und andere „harte und exemplarische Strafen“ fest.
Aufgrund des anhaltenden Widerstandes konnte sich schließlich am 12. April 1728 der Sächsische Landtag mit dem Beschluss, die Säulen nur auf Haupt- und Poststraßen zu errichten, gegen den Kurfürsten durchsetzen.

## Erscheinungsbild

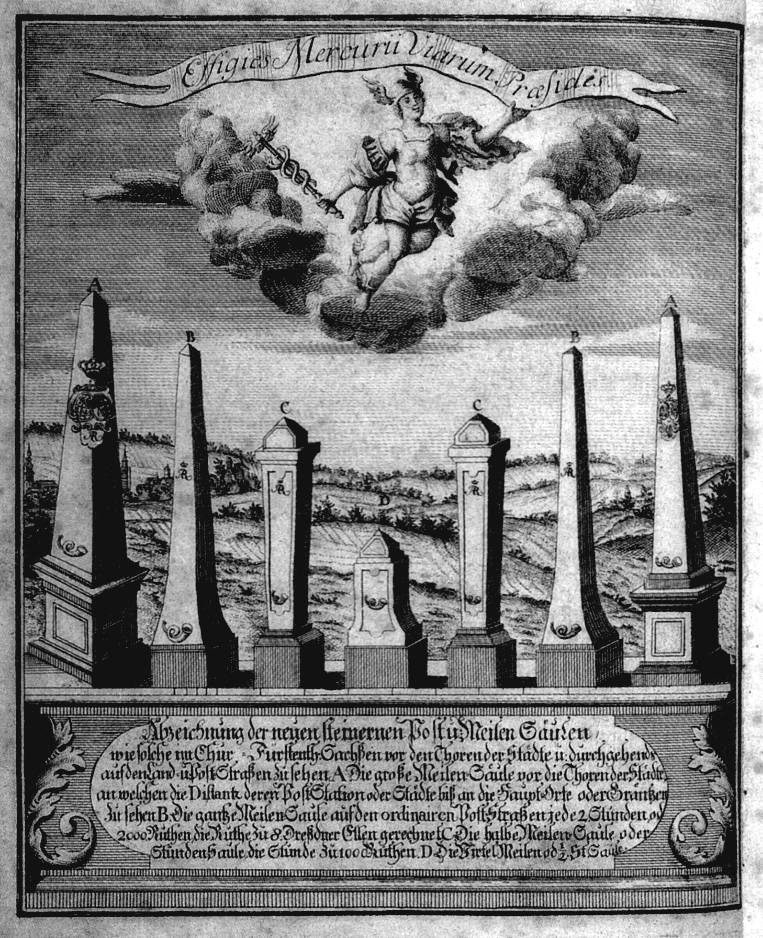
Ansicht der Säulenarten, 1747

Inwieweit August der Starke selbst an der Entwicklung der Entwürfe für die Säulen beteiligt war, ist unklar. Das letztlich barocke, antiken Vorbildern folgende Erscheinungsbild der Säulen wird mit dem damaligen Oberlandesbaumeister Matthäus Daniel Pöppelmann in Verbindung gebracht.

### Distanzsäule

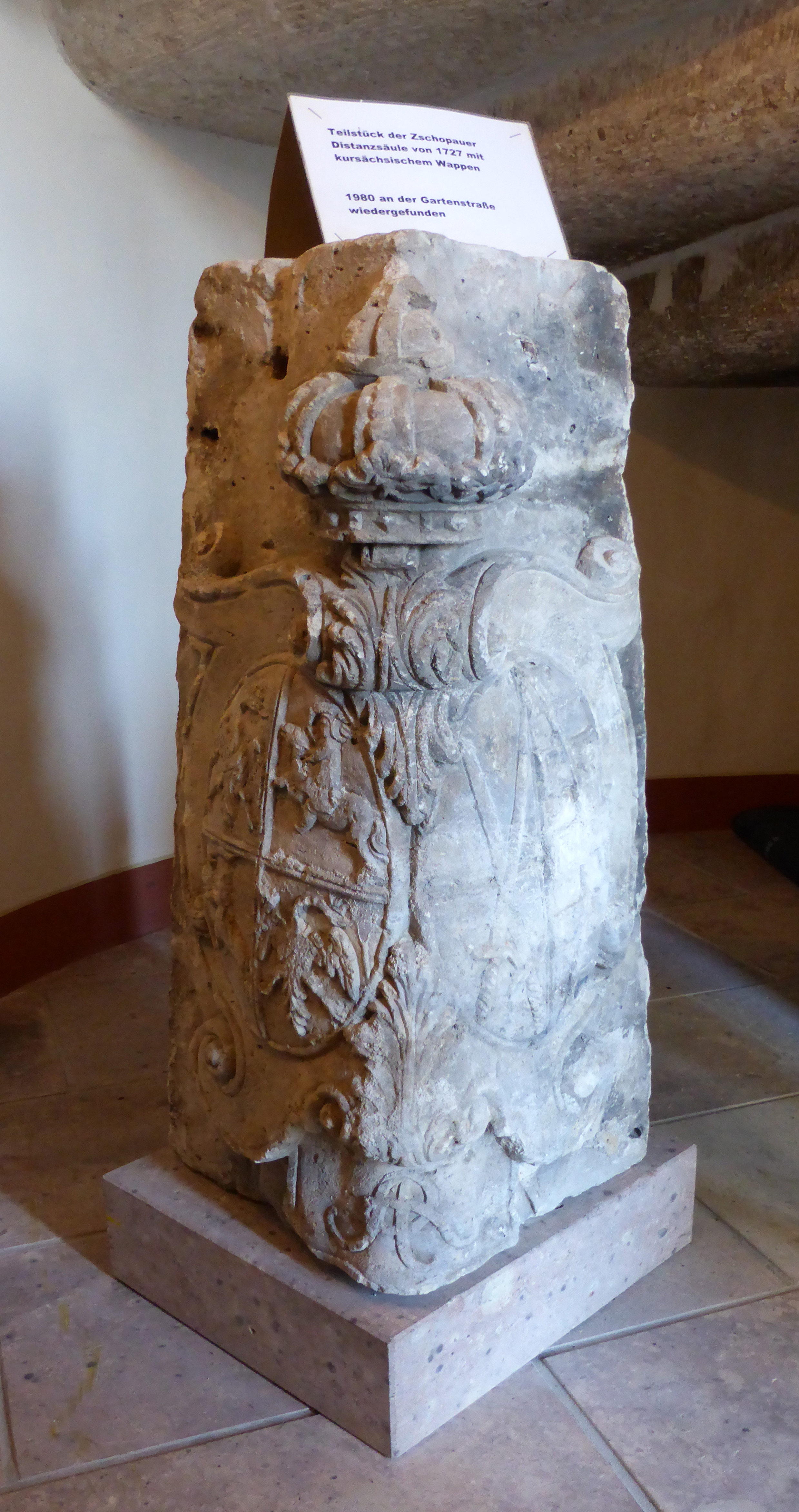
Original-Fragment (Wappenstück) der Zschopauer-Distanzsäule von 1727

Die große Distanzsäule besteht aus sieben Teilen. Den Unterbau bildet ein klassisches Postament mit Fuß- und Deckenplatte. Der Oberbau besteht aus Zwischenplatte (Schaftfuß), Schaft, Wappenstück und Aufsatz (Spitze). Die Säulen haben eine durchschnittliche Höhe von 8 Ellen (4,53 Meter) und ruhen auf einem eine halbe Elle hohen Fundament. Die einzelnen Teile der Säule werden mittels in Blei vergossenen Eisenstiften zusammengehalten. Auf dem Schaft der Säule befindet sich die Zielrichtung, auf Anweisung Zürners in Fraktur gehalten und erstellt anhand von Distanztabellen, die für jede Stadt ausgearbeitet wurden. Einige durch Grenzen unterbrochene Strecken sind durch gr oder eine waagerechte Linie gekennzeichnet. Teil der Inschrift ist auf allen Säulen ein auf allen vier Seiten angebrachtes Posthorn, das als Zeichen für die staatliche Posthoheit stand. Am Oberbau sind über Eck das Wappen des Kurfürstentums Sachsen mit vergoldeter Krone und die polnische Königskrone mit dem königlich-polnisch-litauischen Wappen angebracht.
Die ursprünglich vor dem Stadttor errichteten Säulen trugen meist auf zwei Seiten die Entfernungsangaben und auf den übrigen zwei die Stadtnamen des Zielortes. Später direkt auf dem Marktplatz errichtete Säulen enthielten dagegen auf allen vier Seiten die Entfernungsangaben.

### Ganzmeilensäule
Die Ganzmeilensäule wurde zur Markierung jeder vollen Meile an der Poststraße errichtet. Sie ist ungefähr 3,75 Meter hoch und ähnelt in ihrer Form der großen Distanzsäule. Sie ist jedoch schlanker und hat kein Wappenteil. Die Beschriftung ist auf zwei Seiten angebracht, so dass der Reisende diese in Fahrtrichtung lesen konnte. Auf der Straßenseite befindet sich die so genannte Reihennummer, mit der alle Straßensäulen und -steine durchnummeriert sind. Da je Viertelmeile eine Nummer vergeben ist, besitzt jede Ganzmeilensäule eine durch vier teilbare Reihennummer.

### Halbmeilensäule
Die Halbmeilensäule, auch als Stundensäule bezeichnet, da die Stunde als Wegemaß einer halben Meile entsprach, hat einen niedrigen Sockel und einen darüberliegenden, sich von oben nach unten verjüngenden Schaft. Eine dachförmig abgeschrägte Platte bildet den oberen Abschluss. Die Gesamthöhe beträgt etwa 3 Meter. Sie trägt die gleichen Inschriften wie die Ganzmeilensäule. Die hermenähnliche Bauform der Posthalbmeilensäule führte dazu, dass heute nur noch wenige dieser Art erhalten sind. Die Reihennummer ist stets gerade, aber nicht durch vier teilbar.

### Viertelmeilenstein
Der Viertelmeilenstein ruht auf einem niedrigen Sockel und besteht aus einer rechteckigen Platte oder Stele. Die Gesamthöhe beträgt etwa 1,7 Meter. Inschriften waren für diese Säulen nicht vorgesehen, sie tragen lediglich das Monogramm „AR“, ein Posthorn, das Jahr der Anfertigung sowie, auf der der Straße zugewandten Schmalseite, die stets ungerade Reihennummer.

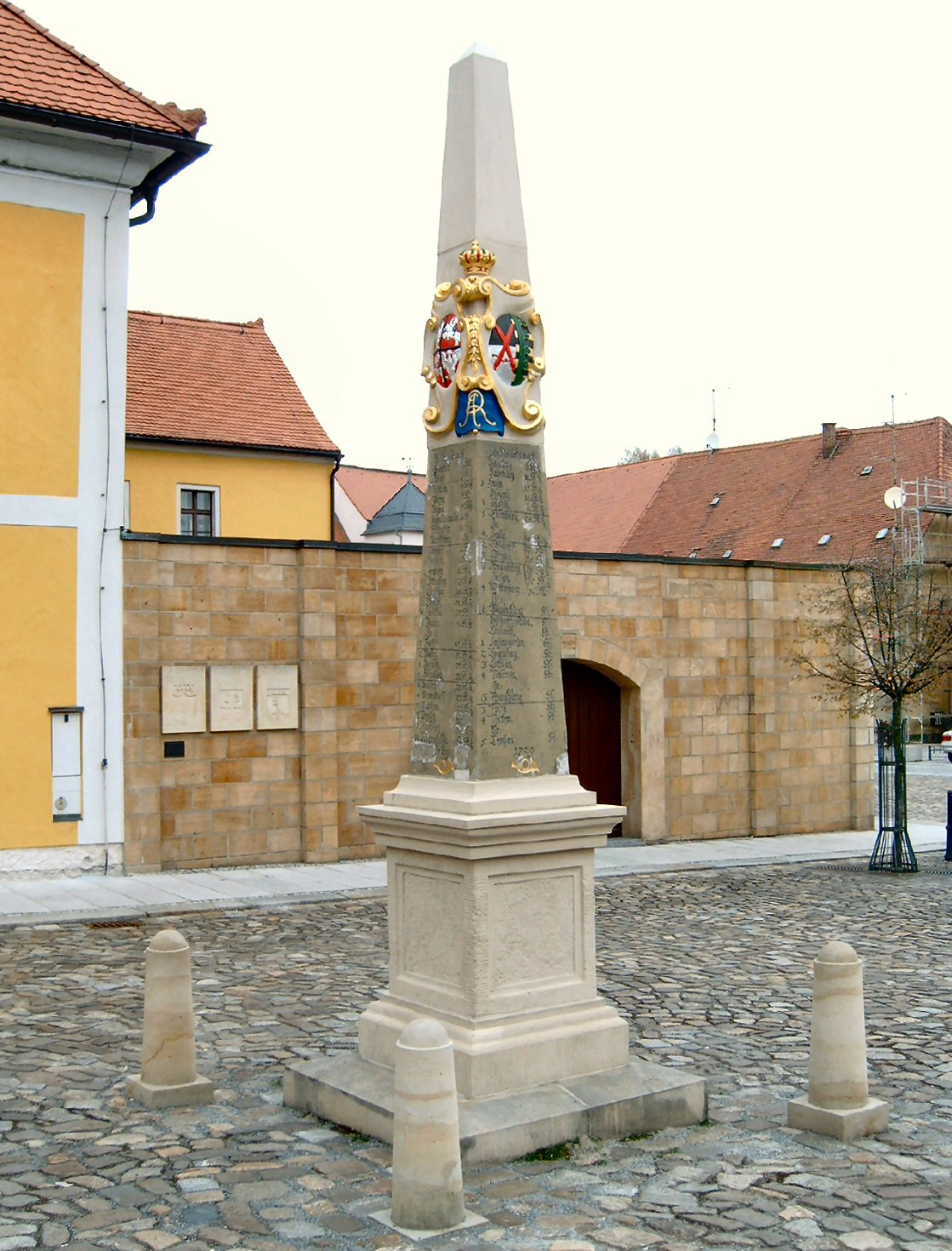
Distanzsäule auf dem Markt von Neustadt in Sachsen
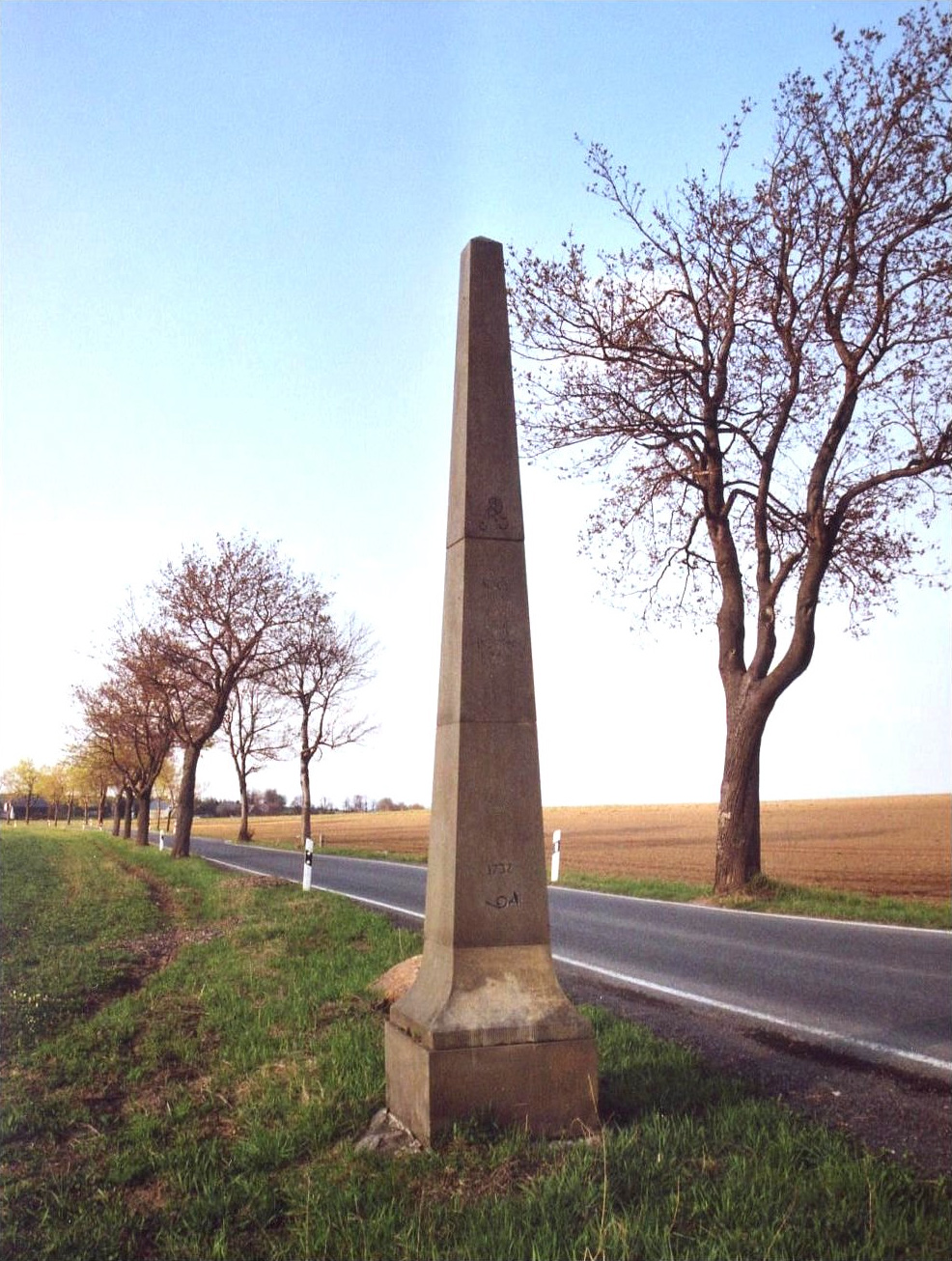
Ganzmeilensäule an der Alten Dresden-Teplitzer Poststraße bei Breitenau
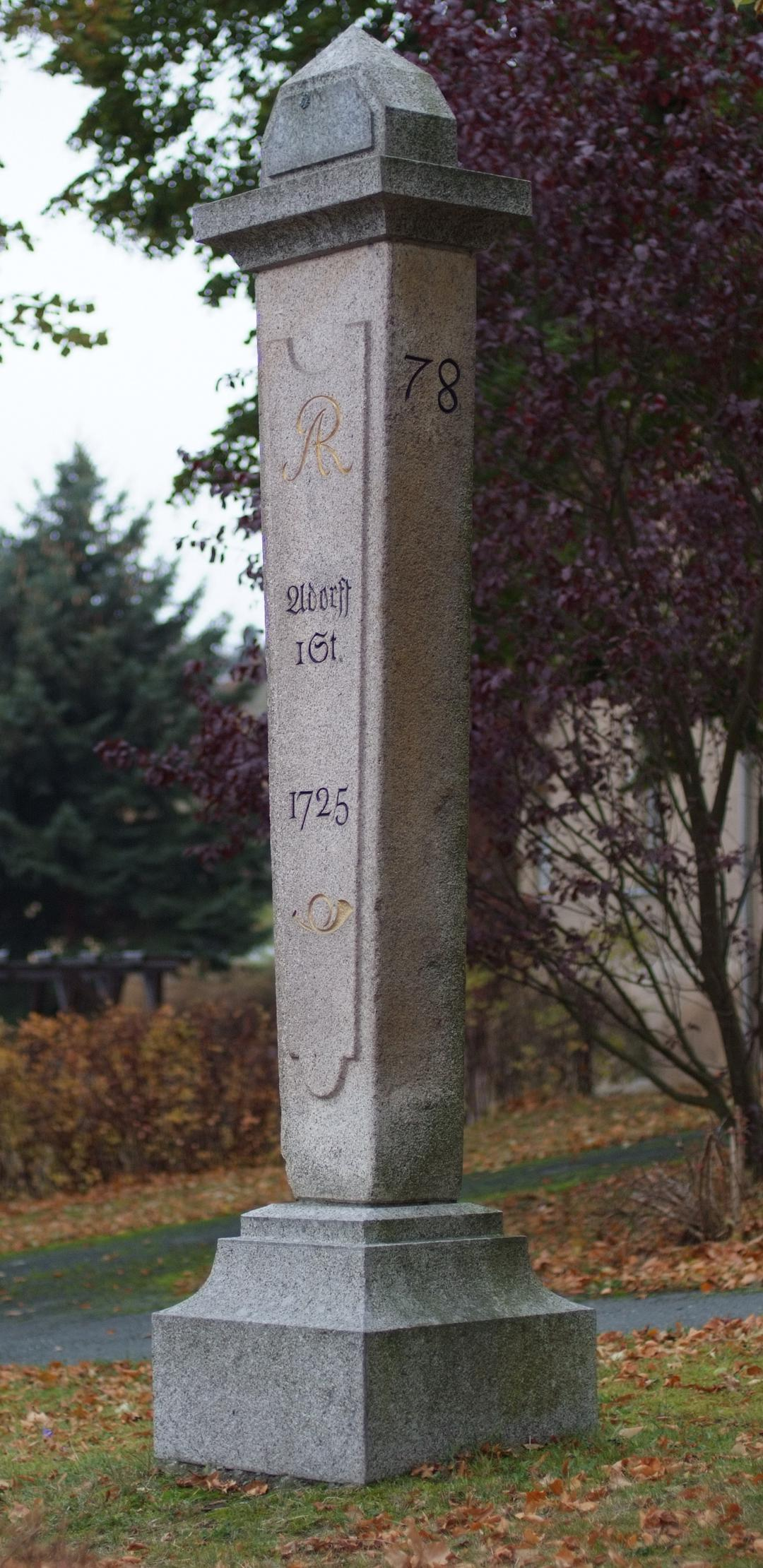
Halbmeilensäule in Markneukirchen
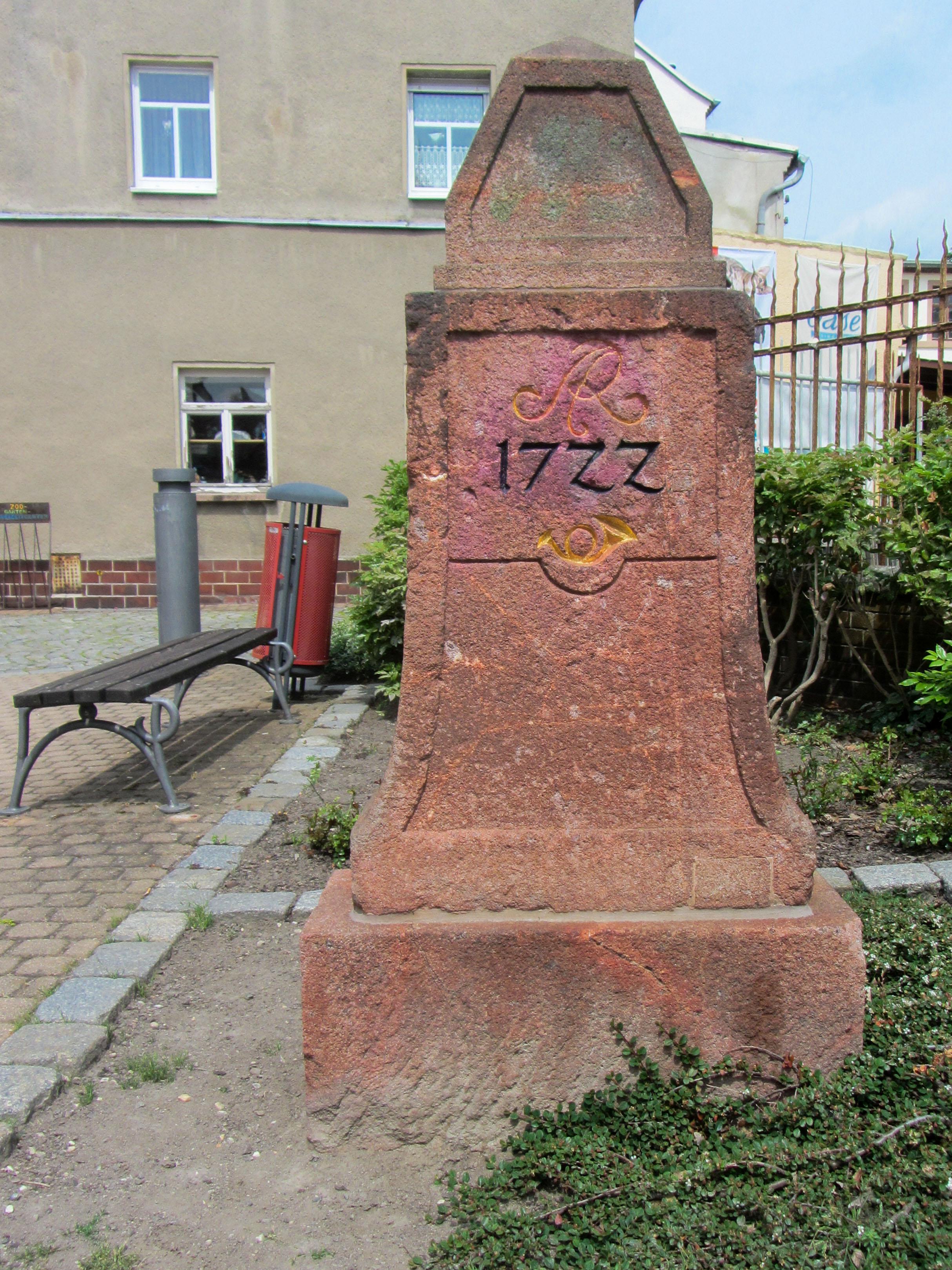
Viertelmeilenstein in Bad Lausick
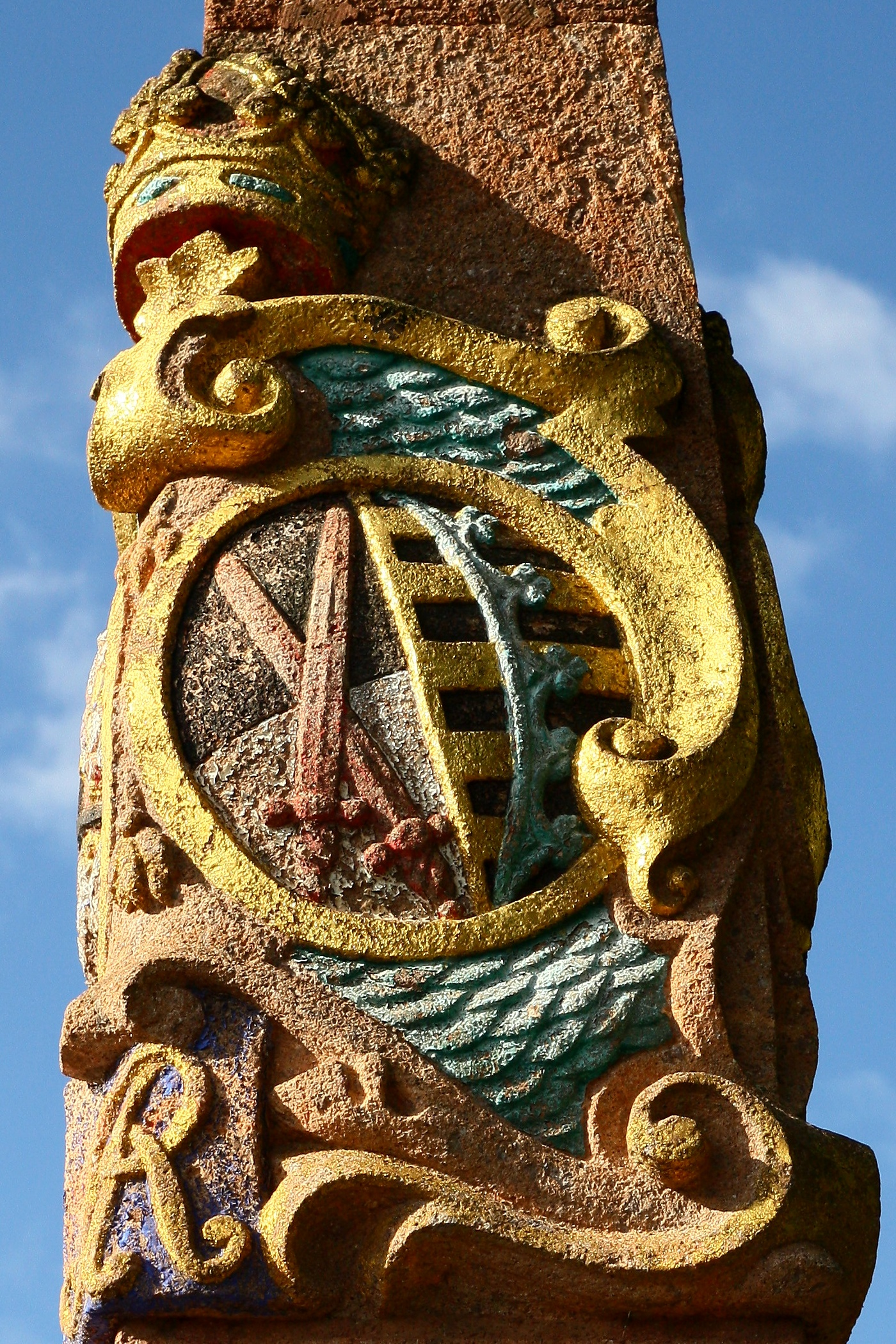
Wappen des Kurfürstentums Sachsen an der Distanzsäule in Geringswalde
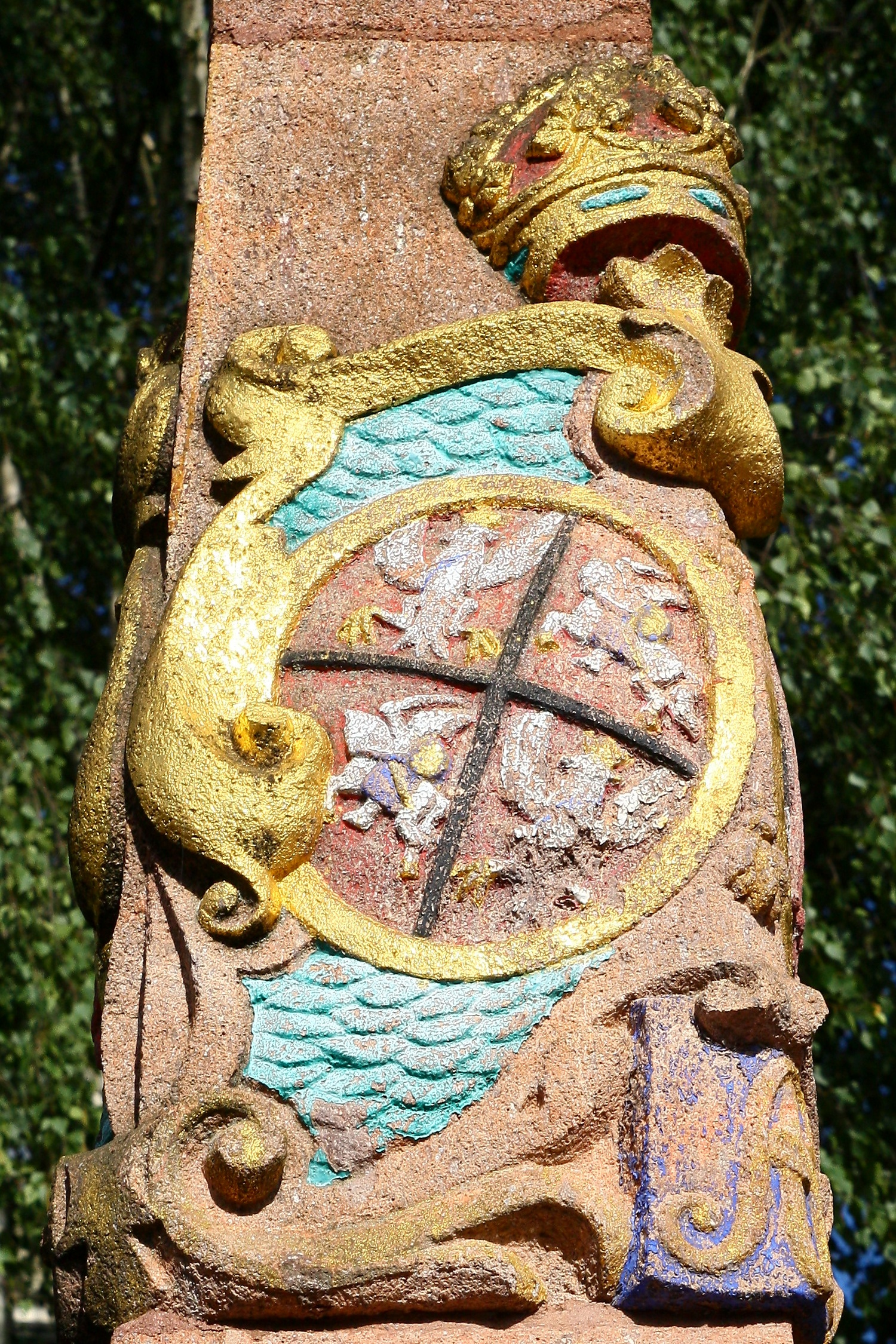
Königlich-polnisch-litauisches Wappen an der Distanzsäule in Geringswalde
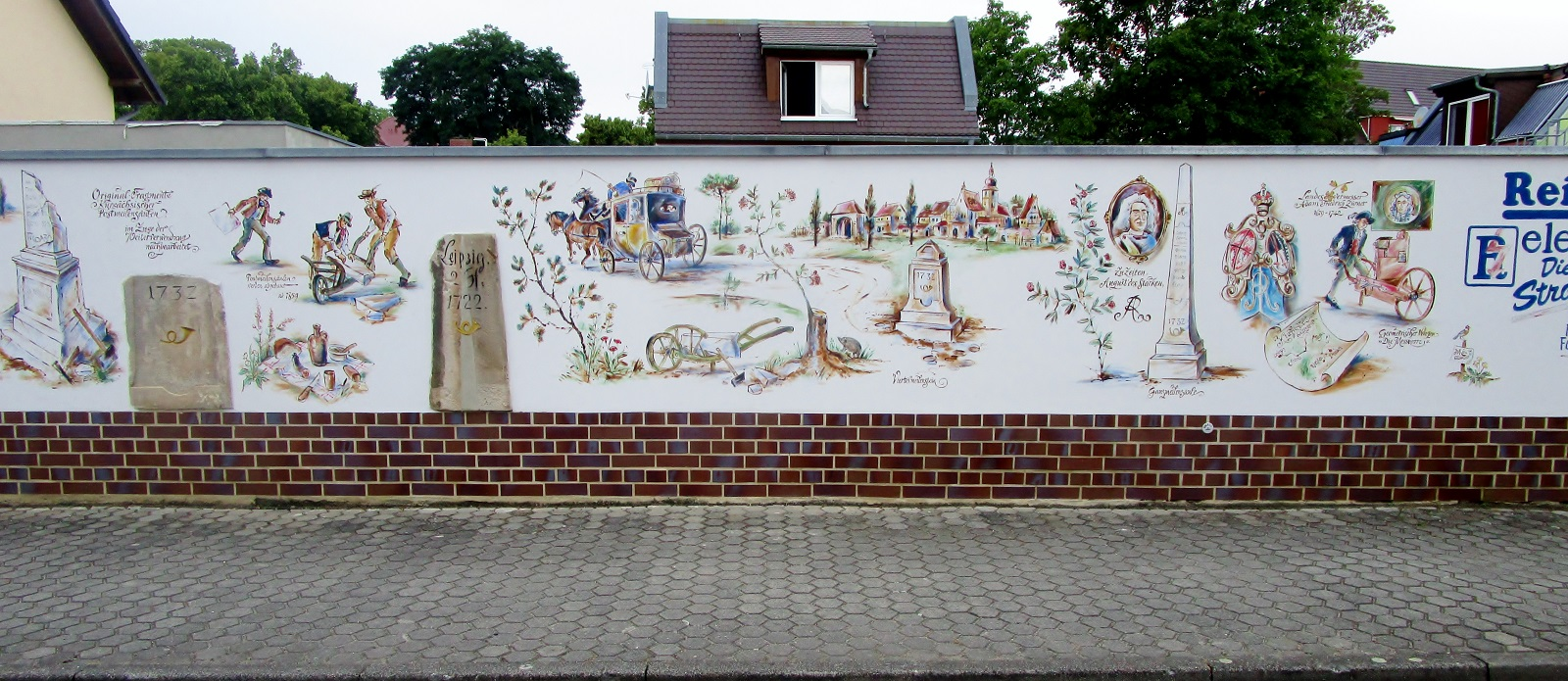
In Leipzig-Miltitz sind nur noch in einer Grundstücksmauer verarbeitete Fragmente erhalten

## Nachfolger

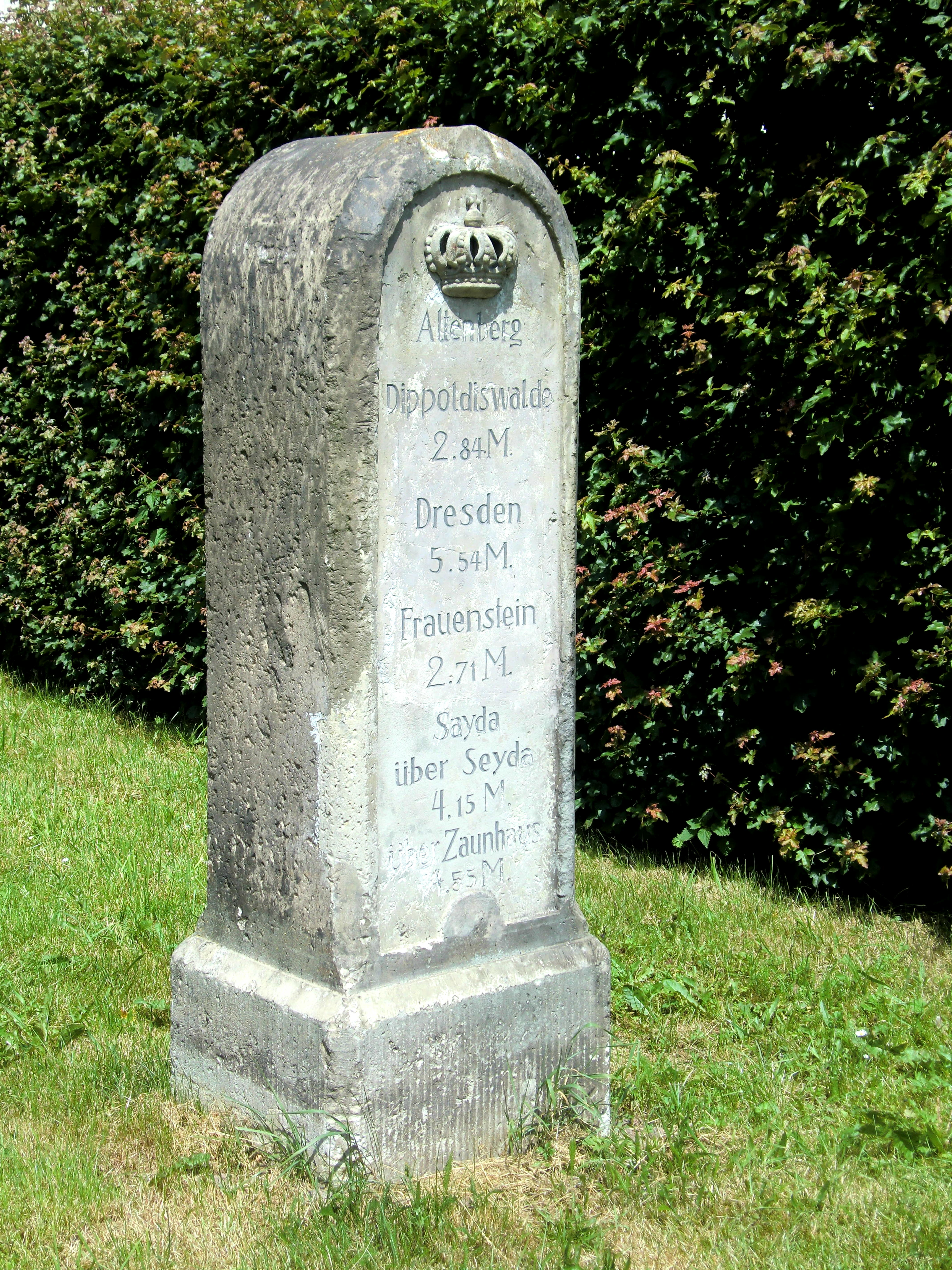
Königlich-sächsischer Stationsstein in Altenberg

Im Königreich Sachsen wurden im Zusammenhang mit der Arbeit der Normalaichungscommission und den diesbezüglichen federführenden Arbeiten durch Albert Christian Weinlig und Julius Ambrosius Hülße die Vorbereitungen zur Einführung des metrischen Systems vollzogen. Diese sahen auch eine Übergangsphase für alte Maßeinheiten vor. Fast gleichzeitig liefen diese Bemühungen auf der Ebene des Deutschen Bundes. Nach einer Neuvermessung 1858 wurde zwischen 1859 und 1865 ein neues System von Meilensteinen – die Königlich-sächsischen Meilensteine in Form von Stations-, Ganzmeilen-, Halbmeilen-, Abzweig- und Grenzübergangssteinen – geschaffen (ab 1840: 1 Meile = 7,5 km). Diese wurden nach der Einführung des metrischen Systems um 1900 zum Teil in Kilometer-, Chaussee-, Flurgrenz- bzw. Straßenwärtersteine umgestaltet. In Sachsen stehen die Königlich-sächsischen Meilensteine als Sachgesamtheit unter Denkmalschutz, was auch originalgetreue Nachbildungen und Reststücke dieser Technischen Denkmale einschließt.